# Liste des volcans d'Afrique
Ce qui suit est une liste de volcans actifs, endormis et éteints d'Afrique.

## Afrique du Sud
| Nom                   | Altitude | Localisation         | Dernière éruption |
| --------------------- | -------- | -------------------- | ----------------- |
| Île Marion            | 1 230 m  | 46° 54′ S, 37° 45′ E | 2004              |
| Île du Prince Edouard | 672 m    | 46° 38′ S, 37° 57′ E | Inconnue          |

## Algérie
| Nom                          | Altitude   | Localisation                                                                           | Dernière éruption                                                                     |
| ---------------------------- | ---------- | -------------------------------------------------------------------------------------- | ------------------------------------------------------------------------------------- |
| Tahat                        | 2 918 m    | 23° 17′ 20″ N, 5° 32′ 03″ E                                                            | Inconnue                                                                              |
| Djebel Tzioua                | 354 m      | 35° 17′ 28″ N, 1° 14′ 30″ O                                                            | Importante coulées en 1896. Coulées modérées en 1949. Dernière grande éruption en 241 |
| Volcan des sebana            | 398 m      | 35° 00′ 23″ N, 2° 04′ 57″ O                                                            | 8,45 ± 0,45 Millions d'années (Miocène supérieur)                                     |
| Volcan Tafna Beni Saf (en)   | 398 m      | 35° 15′ 45″ N, 1° 23′ 34″ O                                                            | 2,58 Millions d'années (Pléistocène inférieur)                                        |
| Volcan Nemours-Nedroma (en)  | 428 m      | 35° 02′ 12″ N, 1° 51′ 41″ O                                                            | 2,58 Millions d'années (Pléistocène inférieur)                                        |
| Champ volcanique d'Atakor    | 2 918 m    | 23° 17′ 20″ N, 5° 32′ 03″ E (le volcan Tahat fais partit du champ volcanique d'Atakor) | Inconnue                                                                              |
| Champ volcanique d'In Ezzane | Inconnue   | 23° 00′ 00″ N, 10° 49′ 48″ E                                                           | Inconnue                                                                              |
| Champ volcanique d'In Teria  | Inconnue   | 26° 48′ 57″ N, 9° 37′ 26″ E                                                            | 2,58 Millions d'années (Pléistocène inférieur)                                        |
| Champ volcanique de Manzaz   | 1 429,85 m | 23° 55′ 07″ N, 5° 49′ 14″ E                                                            | Inconnue                                                                              |
| Champ volcanique de Tahalra  | 1 414,94 m | 22° 39′ 33″ N, 4° 59′ 11″ E                                                            | Inconnue                                                                              |

## Cameroun
| Nom                       | Altitude           | Localisation                | Dernière éruption |
| ------------------------- | ------------------ | --------------------------- | ----------------- |
| Mont Cameroun             | 4 095 m            | 4° 12′ 59″ N, 9° 10′ 21″ E  | 2012              |
| Manengouba                | 2 411 m            | 5° 02′ N, 9° 50′ E          | Inconnue          |
| Ngaoundere Plateau (en)   | Inconnue           | 7° 10′ N, 13° 42′ E         | Inconnue          |
| Mont Oku                  | 3 010 m            | 6° 11′ 58″ N, 10° 31′ 02″ E | Inconnue          |
| Champ volcanique de Kumba | 600,6 m            | 4° 44′ 30″ N, 9° 16′ 56″ E  | Pléistocène       |
| Volcan Tombel Graben      | 500 m (incertaine) | 4° 44′ 47″ N, 9° 39′ 33″ E  | Inconnue          |

## Îles Canaries
| Nom                    | Altitude | Localisation                 | Dernière éruption              |
| ---------------------- | -------- | ---------------------------- | ------------------------------ |
| Cumbre Vieja           | 1 949 m  | 28° 34′ N, 17° 50′ O         | 2021                           |
| Fuerteventura          | 814 m    |                              |                                |
| Grande Canarie         | 1 950 m  |                              |                                |
| El Hierro              | 1 502 m  |                              | 10 octobre 2011 au 5 mars 2012 |
| La Gomera              | 1 484 m  |                              |                                |
| Lanzarote              | 674 m    |                              |                                |
| Caldeira de Taburiente | 2 428 m  |                              |                                |
| Teide                  | 3 718 m  | 28° 16′ 15″ N, 16° 38′ 21″ O | 1798                           |

## Cap-Vert
| Nom         | Altitude | Localisation | Dernière éruption |
| ----------- | -------- | ------------ | ----------------- |
| Brava       |          |              |                   |
| Fogo        |          |              |                   |
| São Vicente |          |              |                   |

## Comores
| Nom       | Altitude | Localisation         | Dernière éruption |
| --------- | -------- | -------------------- | ----------------- |
| La Grille | 1 087 m  | 11° 28′ S, 43° 20′ E | Inconnue          |
| Karthala  | 2 361 m  | 11° 45′ S, 43° 23′ E | 2007              |

## République démocratique du Congo
| Nom            | Altitude | Localisation        | Dernière éruption                        |
| -------------- | -------- | ------------------- | ---------------------------------------- |
| Mont Karisimbi | 4 507 m  | 1° 30′ S, 29° 27′ E | 8 050 av. J.-C.                          |
| May-Ya-Moto    | 950 m    | 0° 56′ S, 29° 20′ E | Inconnue                                 |
| Nyamuragira    | 3 058 m  | 1° 24′ S, 29° 12′ E | Depuis 2018 (éruption toujours en cours) |
| Nyiragongo     | 3 470 m  | 1° 31′ S, 29° 15′ E | Depuis 2002                              |
| Tshibinda      | 1 460 m  | 2° 19′ S, 28° 45′ E | Moins de 2 000 ans                       |
| Visoke         | 3 711 m  | 1° 28′ S, 29° 29′ E | 1957                                     |

## Djibouti
| Nom       | Altitude | Localisation                 | Dernière éruption |
| --------- | -------- | ---------------------------- | ----------------- |
| Ardoukoba | 298 m    | 11° 34′ 59″ N, 42° 30′ 13″ E | 1978              |
| Boina     |          |                              |                   |
| Garbes    |          |                              |                   |
| Périm     |          |                              |                   |
| Tiho      |          |                              |                   |

## Éthiopie
| Nom            | Altitude | Région | Coordonnées                  | Dernière éruption               |
| -------------- | -------- | ------ | ---------------------------- | ------------------------------- |
| Adoua          | 1 733 m  | Afar   | 10° 04′ N, 40° 50′ E         | 1928 (incertain)                |
| Afderà         | 1 295 m  | Afar   | 13° 05′ N, 40° 51′ E         | Holocène                        |
| Alayta         | 1 501 m  | Afar   | 12° 53′ N, 41° 34′ E         | 1915                            |
| Ale Bagu       | 1 031 m  | Afar   | 13° 31′ N, 40° 38′ E         | Holocène                        |
| Alu            | 429 m    | Afar   | 13° 49′ N, 40° 34′ E         | -                               |
| Alutu          | 2 335 m  | Oromia | 7° 46′ N, 38° 47′ E          | 50 av. J.-C.                    |
| Asavyo         | 1 200 m  | Afar   | 13° 04′ N, 41° 36′ E         | Holocène                        |
| Asmara         | 500 m    | Afar   | 11° 16′ N, 41° 31′ E         | Holocène                        |
| Ayelu          | 2 145 m  | Afar   | 10° 05′ N, 40° 42′ E         | 1928 (incertain)                |
| Beru           | 1 100 m  | Oromia | 8° 57′ N, 39° 45′ E          | Holocène                        |
| Bilate         | 1 700 m  | Sud    | 7° 04′ N, 38° 06′ E          | Holocène                        |
| Bishoftu       | 1 850 m  | Oromia | 8° 47′ N, 38° 59′ E          | Holocène                        |
| Bora-Bericcio  | 2 285 m  | Oromia | 8° 16′ N, 39° 02′ E          | Holocène                        |
| Borale Ale     | 668 m    | Afar   | 13° 43′ 30″ N, 40° 36′ 00″ E | Holocène                        |
| Borawli        | 812 m    | Afar   | 13° 18′ N, 40° 59′ E         | Holocène                        |
| Boset-Bericha  | 2 447 m  | Oromia | 8° 33′ 29″ N, 39° 28′ 30″ E  | Holocène                        |
| Butajiri-Silti | 2 281 m  | Sud    | 8° 03′ N, 38° 21′ E          | -                               |
| Chiracha       | 1 650 m  | Sud    | 6° 39′ N, 38° 07′ E          | Holocène                        |
| Corbetti       | 2 320 m  | Oromia | 7° 11′ N, 38° 26′ E          | -                               |
| Dabbahu        | 1 442 m  | Afar   | 12° 36′ N, 40° 29′ E         | Holocène                        |
| Dabbayra       | 1 302 m  | Afar   | 12° 23′ N, 40° 04′ E         | Holocène                        |
| Dalaffilla     | 613 m    | Afar   | 13° 47′ 31″ N, 40° 33′ 00″ E | -                               |
| Dallol         | -48 m    | Afar   | 14° 14′ N, 40° 18′ E         | 2011                            |
| Dama Ali       | 1 068 m  | Afar   | 11° 17′ N, 41° 38′ E         | 1631                            |
| Dendi          | 3 260 m  | Oromia | 9° N, 38° E                  | -                               |
| Dofen          | 1 151 m  | Amhara | 9° 21′ N, 40° 08′ E          | Holocène                        |
| Dukana         | 1 067 m  | Sud    | 4° 05′ N, 37° 25′ E          | Holocène                        |
| East Zway      | 1 889 m  | Oromia | 7° 57′ N, 38° 56′ E          | -                               |
| Erta Ale       | 613 m    | Afar   | 13° 36′ N, 40° 40′ E         | Depuis 1967 (éruption en cours) |
| Fentale        | 2 007 m  | Oromia | 8° 58′ N, 39° 56′ E          | 1820                            |
| Gabillema      | 1 459 m  | Afar   | 11° 05′ N, 41° 16′ E         | Holocène                        |
| Gada Ale       | 287 m    | Afar   | 13° 58′ 30″ N, 40° 24′ 29″ E | Holocène                        |
| Gariboldi      | 1 619 m  | Oromia | 8° 48′ N, 39° 41′ E          | 1820                            |
| Gedamsa        | 1 984 m  | Oromia | 8° 21′ N, 39° 11′ E          | Holocène                        |
| Groppo         | 930 m    | Afar   | 11° 44′ N, 40° 15′ E         | Holocène                        |
| Hayli Gubbi    | 521 m    | Afar   | 13° 30′ N, 40° 43′ E         | Holocène                        |
| Hertali        | 900 m    | Afar   | 9° 47′ N, 40° 20′ E          | Holocène                        |
| Hobicha        | 1 800 m  | Sud    | 6° 47′ N, 37° 50′ E          | Holocène                        |
| Korath         | 912 m    | Sud    | 5° 06′ N, 35° 53′ E          | Holocène                        |
| Kurub          | 625 m    | Afar   | 11° 52′ 48″ N, 41° 12′ 29″ E | Holocène                        |
| Liado          | 878 m    | Amhara | 9° 34′ N, 40° 17′ E          | Holocène                        |
| Ma Alalta      | 1 815 m  | Tigré  | 13° 01′ N, 40° 12′ E         | Holocène                        |
| Mallahle       | 1 875 m  | Afar   | 13° 16′ N, 41° 39′ E         | Holocène                        |
| Manda Hararo   | 600 m    | Afar   | 12° 10′ N, 40° 49′ E         | Holocène                        |
| Manda-Inakir   | 600 m    | Afar   | 12° 23′ N, 42° 12′ E         | 1928                            |
| Mat Ala        | 523 m    | Afar   | 13° 06′ N, 41° 09′ E         | Holocène                        |
| O'a            | 2 075 m  | Oromia | 7° 28′ N, 38° 35′ E          | -                               |
| Sabober        | -        | Oromia | 8° 58′ N, 39° 56′ E          | 1820                            |
| Lac Shala      | 2 075 m  | Oromia | 7° 28′ N, 38° 33′ E          | -                               |
| Sodore         | 1 765 m  | Oromia | 8° 26′ N, 39° 21′ E          | Holocène                        |
| Sork Ale       | 1 611 m  | Afar   | 13° 10′ 48″ N, 41° 43′ 30″ E | Holocène                        |
| Tat Ali        | 700 m    | Afar   | 13° 17′ N, 41° 04′ E         | Holocène                        |
| Tepi           | 2 728 m  | Sud    | 7° 25′ N, 35° 26′ E          | Holocène                        |
| Tosa Sucha     | 1 650 m  | Sud    | 5° 55′ N, 37° 34′ E          | Holocène                        |
| Tullu Moje     | 2 349 m  | Oromia | 8° 09′ N, 39° 08′ E          | 1900                            |
| Wonchi         | 3 450 m  | Oromia | 9° 00′ N, 38° 00′ E          | -                               |
| Yangudi        | 1 383 m  | Afar   | 10° 34′ 48″ N, 41° 02′ 31″ E | Holocène                        |
| Mont Zuqualla  | 2 800 m  | Oromia | 8° 19′ N, 38° 31′ E          | -                               |

## France
La Réunion
| Nom                   | Altitude | Localisation                 | Dernière éruption |
| --------------------- | -------- | ---------------------------- | ----------------- |
| Piton de la Fournaise | 2 632 m  | 21° 14′ 39″ S, 55° 42′ 53″ E | août 2023         |
| Piton des Neiges      | 3 070 m  | 21° 05′ 45″ S, 55° 28′ 49″ E | 22 000 ans        |

Mayotte
| Nom         | Altitude | Localisation                 | Dernière éruption                                           |
| ----------- | -------- | ---------------------------- | ----------------------------------------------------------- |
| Fani Maoré  | −2 700 m | 12° 48′ S, 45° 28′ E         | août 2019                                                   |
| Mont Bénara | 660 m    | 12° 52′ 48″ S, 45° 09′ 46″ E | 2050 BC ± 500 (ou 2050 AEC ± 500 (en français) ) (Holocène) |

## Guinée équatoriale
| Nom           | Altitude | Localisation | Dernière éruption |
| ------------- | -------- | ------------ | ----------------- |
| San Carlos    |          |              |                   |
| San Joaquin   |          |              |                   |
| Santa Isabela |          |              |                   |

## Kenya
| Nom                   | Altitude | Localisation        | Dernière éruption |
| --------------------- | -------- | ------------------- | ----------------- |
| The Barrier           |          |                     |                   |
| Central Island        |          |                     |                   |
| Chyulu Hills          |          |                     |                   |
| Emuruangogolak        |          |                     |                   |
| Badlands d'Elmenteita |          |                     |                   |
| Homa mountain         |          |                     |                   |
| Mont Kenya            | 5 199 m  | 0° 09′ S, 37° 18′ E |                   |
| Korosi                |          |                     |                   |
| Mont Longonot         |          |                     |                   |
| Mont Marsabit         |          |                     |                   |
| Mega Basalt Field     |          |                     |                   |
| Menengai              |          |                     |                   |
| Namarunu              |          |                     |                   |
| North Island (Kenya)  |          |                     |                   |
| Nyambeni Hills        |          |                     |                   |
| Ol Doinyo Eburru      |          |                     |                   |
| Ol Kokwe              |          |                     |                   |
| Olkaria               |          |                     |                   |
| Paka                  | 1 697 m  | 0° 55′ N, 36° 11′ E |                   |
| Segererua Plateau     | 699 m    | 1° 34′ N, 37° 54′ E |                   |
| Silali                | 1 528 m  | 1° 09′ N, 36° 14′ E |                   |
| South Island (Kenya)  |          |                     |                   |
| Suswa                 |          |                     |                   |

## Libye
| Nom          | Altitude | Localisation | Dernière éruption |
| ------------ | -------- | ------------ | ----------------- |
| Haruj        | 1 200 m  |              |                   |
| Waw an Namus | 547 m    |              |                   |

## Madagascar
| Nom              | Altitude | Localisation                 | Dernière éruption            |
| ---------------- | -------- | ---------------------------- | ---------------------------- |
| Ambre-Bobaomby   | 1 475 m  | 12° 36′ 00″ S, 49° 09′ 00″ E | Holocène                     |
| Ankaizina        | 2 878 m  | 14° 18′ 00″ S, 48° 40′ 00″ E | Holocène                     |
| Ankaratra Field  | 2 642 m  | 19° 20′ 59″ S, 47° 14′ 36″ E | Holocène                     |
| Itasy Volc Field | 1 800 m  | 19° 04′ 00″ S, 46° 47′ 00″ E | 6050 ans avant l'ère commune |
| Nosy Be          | 455 m    | 13° 18′ 54″ S, 48° 16′ 03″ E | Holocène                     |

## Ouganda
| Nom             | Altitude | Localisation        | Dernière éruption |
| --------------- | -------- | ------------------- | ----------------- |
| Bufumbira       | 2 440 m  | 1° 18′ S, 29° 43′ E | Inconnue          |
| Bunyaruguru     | 1 554 m  | 0° 15′ S, 30° 07′ E | Inconnue          |
| Fort Portal     | 1 524 m  | 0° 42′ N, 30° 15′ E | Inconnue          |
| Katunga         | 1 707 m  | 0° 28′ S, 30° 11′ E | Inconnue          |
| Katwe-Kikorongo | 3 474 m  | 1° 23′ S, 29° 38′ E | Inconnue          |
| Kyatwa          | 1 430 m  | 0° 27′ N, 30° 15′ E | Inconnue          |
| Muhavura        | 4 127 m  | 1° 23′ S, 29° 40′ E | Inconnue          |

## Rwanda
| Nom            | Altitude | Localisation        | Dernière éruption |
| -------------- | -------- | ------------------- | ----------------- |
| Gahinga        | 3 474 m  | 1° 23′ S, 29° 38′ E | Inconnue          |
| Mont Karisimbi | 4 507 m  | 1° 30′ S, 29° 27′ E | 8 050 av. J.-C.   |
| Muhavura       | 4 127 m  | 1° 23′ S, 29° 40′ E | Inconnue          |
| Visoke         | 3 711 m  | 1° 18′ S, 29° 43′ E | 1957              |

## Sao Tomé-et-Principe
| Nom              | Altitude | Localisation | Dernière éruption |
| ---------------- | -------- | ------------ | ----------------- |
| Pico de São Tomé | 2 024 m  | São Tomé     |                   |

## Soudan
| Nom                   | Altitude | Localisation | Dernière éruption    |
| --------------------- | -------- | ------------ | -------------------- |
| Bayuda Volcanic Field |          |              |                      |
| Djebel Marra          | 3 042 m  | Darfour      | 2000 ans av. J.-C. ? |
| Jebel Umm Arafieb     |          |              |                      |
| Kutum Volcanic Field  |          |              |                      |
| Meidob Volcanic Field |          |              |                      |

## Tanzanie
| Nom               | Altitude | Localisation        | Dernière éruption               |
| ----------------- | -------- | ------------------- | ------------------------------- |
| Mont Gelai        | 2 942 m  | 2° 37′ S, 36° 06′ E |                                 |
| Collines d'Igwizi | inconnue | 4° 52′ S, 31° 55′ E | Holocène                        |
| Izumbwe-Mpoli     | 1 568 m  | 8° 55′ S, 33° 24′ E | Holocène                        |
| Kieyo             | 2 175 m  | 9° 14′ S, 33° 47′ E | env. 1800                       |
| Kilimandjaro      | 5 892 m  | 3° 04′ S, 37° 21′ E | Inconnue                        |
| Mont Kitumbeine   | 2 865 m  | 2° 53′ S, 36° 13′ E |                                 |
| Mont Méru         | 4 565 m  | 3° 15′ S, 36° 45′ E | 1910                            |
| Ngorongoro        |          | 3° 10′ S, 35° 34′ E | 2 millions d'années             |
| Ngozi             | 2 614 m  | 9° 02′ S, 33° 31′ E | 1450                            |
| Cratère Ngurdoto  |          | 3° 17′ S, 36° 55′ E |                                 |
| Ol Doinyo Lengaï  | 2 962 m  | 2° 46′ S, 35° 55′ E | Depuis 2017 (éruption en cours) |
| Mont Rungwe       | 2 953 m  | 9° 07′ S, 33° 40′ E | 1250                            |
| Usangu            | 2 179 m  | 8° 45′ S, 33° 48′ E | Holocène                        |

## Tchad
| Nom          | Altitude | Localisation         | Dernière éruption |
| ------------ | -------- | -------------------- | ----------------- |
| Emi Koussi   | 3 415 m  | 19° 48′ N, 18° 32′ E | Inconnue          |
| Tarso Toh    |          |                      |                   |
| Pic Toussidé | 3 265 m  |                      | Inconnue          |
| Tarso Voon   | 3 100 m  | 20° 55′ N, 17° 17′ E | Inconnue          |